# Суха Балка (стадіон)
«Суха Балка» — стадіон в Покровському районі Кривого Рогу.
Стадіон має одну трибуну у вигляді амфітеатру. Над трибунами піднімається колонада в стилі сталінського ампіру. Загальна плаща стадіону складає 3 гектари. Навколо футбольного кола обладнані бігові доріжки довжиною 400 метрів. На території стадіону є тенісний корт, волейбольний та баскетбольний майданчики, сектори для стрибків у висоту та довжину.

## Світлини
wordpress.com
livejournal.com